# Carbuncle Cup
La Carbuncle Cup est un prix d'architecture décerné annuellement entre 2006 et 2018 par le magazine Building Design (en) au « bâtiment le plus laid du Royaume-Uni »,.

## Lauréats
- 2006 : Drake Circus Shopping Centre (en), par Chapman Taylor (en)[3]
- 2007 : Opal Court, par Stephen George + Partners[4]
- 2008 : Radisson SAS Waterfront Hotel, par EPR Architects (en)[5]
- 2011 : Immeuble de la BBC à MediaCityUK, par Chapman Taylor et Wilkinson Eyre[6]
- 2013 : 465 Caledonian Road, par Stephen George + Partners
- 2018 : Redrock Stockport, par BDP[7]